# Charles H. Mahoney
Charles Henry Mahoney (29 tháng 5 năm 1886 - 29 tháng 1 năm 1966) là một luật sư, chính khách và doanh nhân Mỹ, và là người Mỹ gốc Phi đầu tiên được bổ nhiệm làm đại biểu Liên Hiệp Quốc. Mahoney cũng là người Mỹ gốc Phi đầu tiên giữ chức vụ trong Ủy ban Kế hoạch Detroit, Ban Giám sát viên Quận Wayne và Hội đồng Lao động Michigan.

## Đầu đời
Mahoney sinh ra ở Decatur, Michigan, vào ngày 29 tháng 5 năm 1886, là con trai của Barney và Viora Simpson. Mahoney học tiểu học tại Decatur. Ông theo học Đại học Olivet, nơi ông nổi tiếng là giáo sư có bài phát biểu hay nhất trong lịch sử của trường. Sau đó, ông tốt nghiệp bằng Cử nhân Nghệ thuật của Đại học Fisk, trước khi tiếp tục theo học trường luật tại Đại học Michigan, và tốt nghiệp vào năm 1911.

## Sự nghiệp
Năm 1918, Thị trưởng thành phố Detroit James Couundred đã bổ nhiệm Mahoney vào Ủy ban Kế hoạch Thành phố Detroit, trở thành người Mỹ gốc Phi đầu tiên giữ chức vụ này. Năm 1925, ông được Hiệp hội Quốc gia vì sự Tiến bộ của Người da màu thuê làm luật sư bào chữa cho Tiến sĩ Ossian Sweet và 10 bị cáo khác bị buộc tội giết người. Vụ án kết thúc với việc tha bổng cho Sweet. Năm 1928, Mahoney đồng sáng lập Great Lakes Mutual Insurance Company, và giữ chức Chủ tịch đầu tiên của công ty cho đến khi rời khỏi công ty vào năm 1957. Năm 1939, ông được bổ nhiệm vào Bộ Lao động và Công nghiệp Michigan, bởi Thống đốc bang Michigan Frank Fitzgerald.
Vào ngày 26 tháng 7 năm 1954, Mahoney được Tổng thống Dwight D. Eisenhower đề cử làm thành viên của một phái đoàn đến phiên họp thứ chín của Đại hội đồng Liên Hiệp Quốc, dưới sự dẫn đầu của đại sứ Henry Cabot Lodge Jr. Mahoney được chuẩn thuận bởi Thượng viện Hoa Kỳ nằm trong phái đoàn chín thành viên vào ngày 7 tháng 8 năm 1954.
Năm 1955, ông đã giúp thành lập Ngân hàng Công cộng Detroit, và trở thành thành viên của ban giám đốc. Mahoney là đảng viên Đảng Cộng hòa. Ông đã hai lần thất bại trong việc tranh cử vào Quốc hội.